# داميان ليون
داميان ليون (بالإنجليزية: Damien Leone)‏ هو مخرج وكاتب ومنتج.

## وصلات خارجية
داميان ليون على IMDb